# 게오르크 H. 슈넬
게오르크 H. 슈넬(독일어: Georg H. Schnell, 1878년 4월 11일 ~ 1951년 3월 31일)은 20세기 독일의 배우이다. 고전 영화 《노스페라투: 공포의 교향곡》(1922)에서 하딩(아서 홈우드) 역을 연기했다. 중국 옌타이 시에서 태어났다.